# Сдаться ты всегда успеешь (пісня)
Сдаться ты всегда успеешь  — пісня Тіни Кароль, випущена 11 листопада 2015 року. Композиція увійшла до збірки «Плейлист весни». У 2016 році, пісня стала саундтреком до телесеріалу «Хазяйка».

## Опис
«Сдаться ты всегда успеешь» — пісня про те, що не потрібно здаватися, не потрібно опускати руки. Вже десять років Тіна Кароль підкорює сцену своєю ліричною, душевною музикою. Не виходячи за рамки свого улюбленого драматичного образу, співачка представила пісню і знялася в новому кліпі «Сдаться ты всегда успеешь».
«Пісня лежала „на полиці“ три роки. Так буває з піснями. Попри те, що композиція мені дуже подобалася, я відчувала, що зараз не її час. І ось, поспілкувавшись з генеральним продюсером „1+1 Продакшн“ Вікторією Лезиной, я відправила їй декілька пісень. І вона вибрала саме цю в якості саунд-трека. Це перший раз, коли пісню вибираю не я сама. Мені сподобався цей експеримент». Розповіла Тіна Кароль.
Своєю новою відеороботою співачка просить українців підняти голову вгору і рухатися вперед, не здаючись і не падаючи духом.
Пісня стала саунд-треком до нового українського серіалу «Хазяйка», який вийде на телеекрани навесні 2016 року.

## Відеокліп
Сюжет кліпу відображає суть самої пісні: здаватися ніколи не можна. Жодна відеоробота співачки не обходилася без символизмов. Так і в кліпі «Сдаться ты всегда успеешь», Тіна Кароль, що втілює Силу і Віру, сідає до потягу, який є прообразом долі.
Вогонь в топці потягу, як символ життєвих випробувань, білу хустку на голові співачки, який вона знімає і викидає в прірву на знак того, що Тіна ніколи не здається — в цих незначних натяках режисера, глядач сам знайде те, про що так проникливо співає Кароль: «Здатися ти завжди встигнеш — головне, мене не відпускай»
Невипадково в кліпі були показані звичайні люди, в яких ми бачимо свої емоції: в якому б прообразі глядач себе не упізнав — Тіна Кароль завжди залишиться для нього символом того, що надія завжди є, віра непохитна, любов вічна, а «поняття здаватися» не повинно бути в житті людини
Зйомки кінороботи зайняли у режисерської групи чотири дні, ще три — пошли до цього на підготовку і пошук локацій. Для ретро-стиля післявоєнного часу для був задіяний паровоз виробництва 47-года, який зараз є вже музейним експонатом.
Зйомки кліпу, який більше схожий на короткометражний фільм, проходили на Гуцульщине, в селах Ворохта, Рахів і Верховина.

## Live виконання
2015 р. «Сдаться ты всегда успеешь» — M1 Music Awards
2016 р. «Сдаться ты всегда успеешь» — «Вечірній квартал» в Латвії
2018 р. «Сдаться ты всегда успеешь» — "Вечір прем'єр з Катериною Осадчою "

## Список композицій
| Цифрове завантаження, стримінг | Цифрове завантаження, стримінг | Цифрове завантаження, стримінг | Цифрове завантаження, стримінг | Цифрове завантаження, стримінг |
| #                              | Назва                          | Автор слів                     | Автор музики                   | Тривалість                     |
| ------------------------------ | ------------------------------ | ------------------------------ | ------------------------------ | ------------------------------ |
| 1.                             | «Сдаться ты всегда успеешь»    | Єгор Солодовников              | Єгор Солодовников              | 4:44                           |

## Номінації і нагороди
| Рік  | Нагорода        | Номінована робота           | Категорія        | Результат |
| ---- | --------------- | --------------------------- | ---------------- | --------- |
| 2016 | M1 Music Awards | «Сдаться ты всегда успеешь» | Золотой грамофон | Перемога  |
| 2016 | Русское радио   | «Сдаться ты всегда успеешь» | Пісня року       | Перемога  |